# Antsiranana (provincie)
Antsiranana is een voormalige provincie van Madagaskar met een oppervlakte van 43.406 km² en 1.188.425 inwoners (juli 2001). De hoofdstad was Antsiranana.
Antananarivo · Antsiranana · Fianarantsoa · Mahajanga · Toamasina · Toliara